# Anzina
Anzina är ett släkte av lavar som beskrevs av Christoph Scheidegger. 
Anzina ingår i familjen Agyriaceae, ordningen Agyriales, klassen Lecanoromycetes, fylumet sporsäcksvampar och riket svampar.
Släktet innehåller bara arten Anzina carneonivea.